# كلارا تشونغ
كلارا تشونغ (بالإنجليزية: Clara Chung)‏ هي ملحنة ومغنية مؤلفة ومغنية أمريكية، ولدت في 31 أكتوبر 1987.

## وصلات خارجية
- الموقع الرسمي
- كلارا تشونغ على موقع ميوزك برينز (الإنجليزية)